# Громов, Борис Фёдорович (физик)
Бори́с Фёдорович Гро́мов (11 мая 1927, Стрябково, Рыбинская губерния — 9 июня 2001, Обнинск, Калужская область) — советский и российский физик. Заместитель директора Физико-энергетического института (1972—2000). Лауреат Ленинской (1961) и Государственной премий; Заслуженный деятель науки и техники РСФСР.

## Образование
- Сретенская школа[1]
- Девятый физико-энергетический факультет Московского энергетического института (1945—1951, с отличием)
- Кандидат физико-математических наук (1961)
- Доктор физико-математических наук (1966, степень присуждена без защиты по совокупности работ)

## Биография
Борис Фёдорович Громов родился 11 мая 1927 в деревне Стрябково Рыбинского уезда Ярославской губернии (ныне — в Большесельском районе Ярославской области) в семье сельских учителей.
Однокурсниками Громова по МЭИ были Георгий Тошинский, Павел Ушаков, Марат Ибрагимов, Михаил Минашин, Борис Буйницкий.
В 1951 году в дипломной работе, выполненной под руководством А. И. Лейпунского, Громов впервые в мире обосновал атомную энергетическую установку с жидкометаллическим теплоносителем (ЖМТ), ставшей прообразом последующих реакторов для атомных подводных лодок.
В СССР в качестве жидкометаллического теплоносителя был выбран сплав свинца с висмутом (выбор США в пользу натрия был ошибочным из-за пожаро- и взрывоопасности). Начав в 1951 году работать в Физико-энергетическом институте в Обнинске, Громов стал заместителем Лейпунского по свинцово-висмутовому направлению. Главным проектом для Громова стали ядерные энергетические установки (ЯЭУ).
В 1958 году был введён в эксплуатацию стенд ЯЭУ 27/ВТ — прототип лодочного реактора с тяжёлым теплоносителем. В 1961 году за создание принципиально новой ядерно-энергетической установки и проведение цикла исследований группа учёных, в числе которых был Громов, была удостоена Ленинской премии.
В Северодвинске была построена АПЛ проекта 645 с двумя реакторами, охлаждаемыми жидкометаллическим теплоносителем. Лейпунский и Громов курировали все этапы её строительства и монтажа. В 1968 году после нескольких успешных автономных походов в подлёдные северные воды, экваториальные воды и Средиземное море произошла авария на реакторе правого борта, в результате которой погибло несколько человек. Громов взял ответственность за эту аварию на себя и выступил координатором работ по улучшению реактора.
В 1954 году стал заведующим лабораторией ФЭИ, в 1964 — директором отделения. В 1972 году, после смерти Лейпунского, стал заместителем директора ФЭИ и возглавил направление ЯЭУ.
Создатели атомной подводной лодки проекта 705 (всего было построено семь лодок, в 1993 году АПЛ проекта 705 была занесена в книгу рекордов Гиннесса) были удостоены Государственной премии СССР. Громов получил премию за научное руководство созданием судовых энергетических установок для этого проекта.
Увлекался волейболом, имел первый разряд. Играл за сборную команду Обнинска по волейболу, в составе которой был чемпионом Калужской области и призёром зональных соревнований РСФСР.

### Семья
- Жена — Зоя Ивановна Громова, химик. Окончила химический факультет МГУ (1948). Работала в ФЭИ.
- Дочь, две внучки

## Заслуги

### Награды и премии
- Ленинская премия (1961)
- Государственная премия СССР

### Почётные звания
- Заслуженный деятель науки и техники Российской Федерации (27 июня 1994) — за достигнутые трудовые успехи и многолетнюю работу в области атомной энергетики
- Действительный член Нью-Йоркской академии наук